# Julien Green
Julien Green (6. září 1900, Paříž – 13. srpen 1998, Paříž) byl americko-francouzský spisovatel proslulý svými psychologickými romány. Ceněno je též osmnáct svazků jeho deníků a úvah. Psal je od roku 1926 až do smrti.

## Život
Narodil se ve Francii americkým rodičům (otec by obchodním agentem v Paříži), kteří oba pocházeli z amerického Jihu (otec z Virginie, matka z Georgie). Ve Francii prožil většinu života, sžil se s francouzským kulturním prostředím a svá díla psal ve francouzštině. Přesto si až do smrti ponechal americké občanství, pod vlivem své matky se označoval za Jižana a hlásil se k odkazu jižanské Konfederace.
Dětství prožil ve Francii. Za první světové války sloužil ve francouzské armádě, po válce studoval na University of Virginia, kde potom krátce učil. Roku 1922 se vrátil do Francie, ale za druhé světové války sloužil v americké armádě a po válce zůstal ve Francii. Psal romány, také z předválečného amerického jihu. dále eseje, divadelní hru a deset svazků velmi ceněných deníků. Roku 1970 získal literární cenu Francouzské akademie a o rok později byl zvolen jejím členem jako první Američan po rodičích. Sebrané spisy vyšly v letech 1954–1965 v desíti svazcích.
Pocházel z episkopalistické rodiny, ale roku 1916 konvertoval ke katolictví. Později se vrátil k protestantství, ale roku 1939 znovu přestoupil na katolictví. Celý život vnitřně bojoval se svou homosexualitou. Kvůli své náboženské víře se nakonec rozhodl pro celibát.
Zemřel v Paříži, na vlastní přání však byl pohřben v kostele sv. Jiljí v rakouském Klagenfurtu, a to kvůli nedaleké soše Panny Marie, k níž měl osobní vztah.

## Z díla
- Mont-Cinere (1926)
- Adrienne Mesurat (1927)
- Léviathan (1929)
- Si j’étais vous (1947; Kdybych byl ty),
- Moira (1950)
- Chaque homme dans sa nuit (1960; Každý ve své noci)
- L’Autre (1971; Ten druhý)
- Les pays lointains (1987; Daleké země)

### Překlady
- Adriena Mesuratová. Bratislava: Slovenský spisovatel 1975
- Bratr František. Brno: Cesta 2001
- Každý ve své noci. Praha: Mladá fronta 1970
- Leviatan. Bratislava: Tatran 1972
- Mont-Cinere. Praha: Odeon 1988
- Varuna. Praha: Vyšehrad 1970
- Vzdušné zámky. Praha: Odeon 1976
- Vzpoura Adrieny Mesuratové. Praha: Melantrich 1932
- Zítřek se nekoná. Praha: Dilia 1994 (divadelní hra)